# Richard C. Hoagland
Richard Charles Hoagland (născut la 25 aprilie 1945 în Morristown, New Jersey) este un autor american și un susținător al diferitelor teorii ale conspirației despre NASA, ale civilizațiilor pierdute extraterestre de pe Lună și pe planeta Marte și alte subiecte conexe.
Scrierile sale susțin că civilizatii avansate există sau au existat pe Lună, Marte și pe uneii dintre sateliții lui Jupiter și ai lui Saturn; și că NASA și guvernul Statelor Unite au conspirat să păstreze secretul acestor fapte. El și-a susținut ideile în două cărți publicate, mai multe casete video, prelegeri, interviuri și conferințe de presă.

## Cărți publicate
- Hoagland, Richard C. (2002). The Monuments of Mars: A City on the Edge of Forever. Frog, Ltd. 5th ed. ISBN 978-1-58394-054-9.
- Hoagland, Richard C. (2007). Dark Mission – The Secret History of NASA. Feral House. ISBN 978-1-932595-26-0.
- Hoagland, Richard C. (octombrie 2009). Dark Mission – The Secret History of NASA, Revised and Expanded Edition. Feral House. ISBN 978-1-932595-48-2.